# Aromas (Kalifornia)
Aromas – jednostka osadnicza w Stanach Zjednoczonych, w stanie Kalifornia, w hrabstwie San Benito.